# Wyderkaf
Wyderkaf (od niemieckiego Wiederkauf odkup) – umowa kupna dochodu z nieruchomości (renty, czynszu) z zastrzeżonym prawem odkupu przez pierwotnego sprzedawcę, używana w Polsce przedrozbiorowej od schyłku XIII wieku. Odnotowane w źródłach XVII i XVIII wieku warianty nazwy to: wyderek, wederkauf, wederkaw, wederkof, wederkow, wedyrkof, wyderkauf, wyderkaw, wyderkoch, wyderkof, wyderkouf, wyderkow, wyderkuch, wyderkuf, wyderkup.
Źródłem wyderkafu była potrzeba istnienia długoterminowego kredytu w sytuacji, gdy Kościół katolicki zakazywał lichwy, czyli poboru odsetek od pożyczanych sum. Umowę tę zawierały dwie strony: potrzebujący kredytu właściciel nieruchomości oraz kredytodawca, występujący formalnie w umowie jako nabywca. Właściciel sprzedawał swoją nieruchomość kredytodawcy za umówioną kwotę, odpowiadającą wysokości potrzebnego mu kredytu. Pozostawał jednak jej wyłącznym użytkownikiem i płacił za to kredytodawcy coroczny czynsz, wynoszący od 5% do 8% kwoty kredytu. Kredytobiorca miał przy tym prawo odkupu nieruchomości w każdym momencie za pierwotną cenę, czyli za zwrot kredytu. Kredytodawca nie miał prawa domagania się odkupu, o ile renta była wypłacana.
Papież Marcin V w 1425 roku orzekł, że jest to zwyczaj „rozsądny, ogólnie uznany i pożyteczny". W związku z tym instytucje kościelne posiadały prawo kupowania na wyderkaf i poboru nabytej w ten sposób renty. Ta forma długoterminowego kredytu była bardzo często użytkowana w XV i XVI wieku, dostarczając skutecznego sposobu obejścia zakazu lichwy.
Tenże Marcin V w 1426 roku wydał bullę, określającą zasady, które umowa taka powinna spełniać, aby nie łamać zakazu lichwy. Były to wymogi wyraźnego określenia nieruchomości której wyłącznie dotyczyła umowa oraz wysokości kwoty zakupu, prawa odkupu nieruchomości za dokładnie tę samą kwotę przez kredytobiorcę i braku prawa domagania się tego po stronie kredytodawcy. Ponadto ryzyko losowych zniszczeń nieruchomości miał ponosić kredytodawca: gdyby nieruchomość utraciła zdolność do przynoszenia dochodu, nie mógł on odtąd pobierać za nią czynszu i nadal nie mógł żądać odkupu. Późniejsza bulla  Piusa V w 1596 roku doprecyzowała i uszczegółowiła wiele zagadnień, w tym procedury dokonywania odkupu. 
Wedle opinii jezuity ks. Marcina Śmigleckiego, autora wydanej w czasach Zygmunta III książki „Nauka krotka o lichwie, y o wyderkach, czynszach, spolnych zarobkach, naymach Arendach i o Samokupstwie”, kontrakt wyderkafowy był powszechnie stosowany zarówno w Koronie, jak i w Wielkim Księstwie Litewskim. Książka ta omawiała wyderkaf z perspektywy moralnej i zajmowała się szeregiem szczegółowych kwestii, jak ustalanie kwoty kredytu w proporcji do wartości nieruchomości i różne postanowienia dodatkowe, które umowa wydarkafu mogła zawierać: o wykonywaniu obowiązków związanych z własnością (np. służby wojskowej), o ewentualnych ograniczeniach terminów wykupu, o przepadku prawa do wykupu w razie nieskorzystania z niego przez odpowiednio długi czas, a nawet o udzieleniu kredytodawcy prawa do żądania wykupu (takie umowy nosiły nazwę wyderków wielkopolskich).  
Różne kwestie prawne dotyczące wyderkafu były kilkukrotnie przedmiotem praw uchwalanych przez Sejm.  Między innymi, w 1635 roku ustalono czynsz na 7% kwoty kredytu.
Poradnik prawny „Sądowy Process Czyli Sposob Prawowania Się W Trybunale” z końca XVIII wieku traktuje między innymi o dochodzeniu renty z wyderkafu przez osobę duchowną od świeckiej, gdy ta renty nie wypłaca, oraz o właściwości sądów dla rozstrzygania pozwów dotyczących wyderkafu. Interesujący przypadek miał miejsce w 1673 roku, gdy Lwów, już wcześniej zmuszony zaciągnąć długi na wyderkaf u różnych instytucji kościelnych, nie dał rady uiścić corocznych opłat, między innymi klasztorowi bernardynek. W konsekwencji na magistrat i mieszczan została rzucona klątwa kościelna.